# Кастельгомберто
Кастельгомберто (итал. Castelgomberto) — коммуна в Италии, располагается в провинции Виченца области Венеция.
Население составляет 5837 человек (на 2004 г.), плотность населения составляет 322 чел./км². Занимает площадь 17 км². Почтовый индекс — 36070. Телефонный код — 0445.
Покровителями коммуны почитаются святые апостолы Пётр и Павел, празднование 29 июня.